# Aydınqışlaq
Aydınqışlaq è un comune dell'Azerbaigian situato nel distretto di Qəbələ. Conta una popolazione di 2.026 abitanti.